# مدج (سمك)
مُدَّج أو مُشَّق (الاسم العلمي: Notacanthus)، جنس أسماك بحرية من فصيلة المدجيات.

## الأنواع
يشمل حاليًا على هذه الأنواع المعترف بها:
- Notacanthus abbotti هنري ويد فاولر, 1934 (Mindanao spiny eel)
- Notacanthus bonaparte A. Risso, 1840 (Shortfin spiny eel)
- Notacanthus chemnitzii ماركوس إليسر بلوخ, 1788 (Snub-nosed spiny eel)
- Notacanthus indicus Lloyd, 1909 (Arabian spiny eel)
- Notacanthus sexspinis جون ريتشاردسون (عالم), 1846 (Spiny-back eel)
- Notacanthus spinosus Garman, 1899 (Panama spiny-back eel)